# Igor Tisevitch
Igor Tisevitch (en russe : Игорь Тисевич) est un joueur russe de volley-ball né le 16 avril 1991 à Iaroslavl (oblast de Iaroslavl, alors en URSS). Il mesure 1,97 m et joue passeur. Il totalise 22 sélections en équipe de Russie.

## Clubs
| Club                   | De        | À   |
| ---------------------- | --------- | --- |
| Iaroslavitch Iaroslavl | 2007-2008 | ... |

## Palmarès
- Championnat du monde des moins de 21 ans (1)
  - Vainqueur : 2011